# 大塚敬節
大塚 敬節（／ ōtsuka-keisetsu，1900年2月25日—1980年10月15日），生於日本高知縣高知市，日本醫師，專長於東洋醫學，傳承古方派，為昭和時期漢方醫學復興運動的主要推手之一。1978年獲得日本醫師會授予最高功勳獎（最高優功賞），獎勵其對於東洋醫學的貢獻，是首位以東洋醫學領域獲獎的醫師。

## 高知·熊本時代
1900年2月25日，生於高知縣高知市大塚修琴堂醫院。修琴堂是大塚家代代相傳的醫院。大塚敬節的曾祖父希齋、祖父恭齋（養子，實為希齋兄長之子）、父親惠迪都是醫師，敬節是第四代傳人。修琴堂稱號取自琴有五條琴弦，正如同人有五臟，琴弦調整好就能談出美妙的樂音，因此，將五臟調理好就能有健康強壯的身體。敬節中學畢業後進入高知高等工業學校採礦冶金科，因為不感興趣，在周遭親友的建議之下，進入熊本縣立醫學専門學校（熊本大學醫學部前身）。就學期間沉浸在詩集的撰寫、發表之中，常常熬夜至黎明，因而受失眠、盜汗所苦，求助醫專教師也無法痊癒。因緣際會下，得知今村雄久馬以坐禪為基礎建立的「江間式身心鍛鍊法」健康訓練法之後，卻立即痊癒。從此對於學校教授的醫學不感興趣。其後，醉心於淨土真宗的佛教思想，也影響其後對於疾病的看法。醫專畢業後，敬節聽從父親之言，回到高知武田醫院任職。當年秋年父親惠迪逝世，家計落在敬節肩上，隔年與武田醫院事務松木福榮結婚，並繼承家族醫院。

## 漢方學習
敬節接觸漢方的契機是昭和2年由中山忠直撰寫的《漢方医学の新研究》，以及湯本求真的醫學刊物《皇漢医学》。其後一心鑽研中國醫學，將自己閱讀《皇漢医学》的心得筆記出版《類証鑑別皇漢医学要訣》，此書與原著都在中國翻譯、出版，對近代中國漢方有重大的影響。敬節在高知執業時，曾經以漢方治癒痙攣反覆發作的半身癱瘓少女，自己也對漢方的療效深感欽佩。1930年時，不顧周遭親友反對，決議關閉醫院，留下妻子及剛出生的長男恭男，獨自到東京向湯本求真學習漢方醫學。湯本求真屬於古方派，在教學上固守古方，有強烈排他傾向，因此，敬節在學習初期強力批判其他學派，後來在權藤成卿的勸戒之下，也與其他學派（古方後世折衷學派）交流。1931年，將家人接到東京，並於東京牛込區船河原町開業，開業前3年患者較少，也利用此空閒時間向湯本借閱藏書。湯本因為防止濫讀，除了《傷寒論》、《金匱要略》之外，另外推薦尾台榕堂《類衆方広義》、尾台榕堂《方伎雑誌》、稲葉文礼《腹証奇覧》、永富独嘯庵《漫遊雑記》、有持桂里《方輿輗》、吉益東洞《薬徴》六本入門書籍。此外，敬節經常前往位於上野的帝國圖書館，翻閱醫學書籍，甚至包含其他學派所著的書籍。

## 漢方復興運動
基於當時主流醫學界對於漢方不甚了解，敬節認為漢方醫界必須團結，停止學派的紛爭。
- 1934年創立日本漢方醫學會，並且創刊《漢方と漢薬》[2]。
- 1935年在矢數道明等人的協力之下，創立偕行學苑，集古方派、後世派及折衷派三派設置針灸、藥學、醫學史的漢方講習會[4]。
- 1936年偕行學苑在拓殖大學開設漢方醫學講習會，講者包含醫師大塚敬節、矢數道明、矢數有道、木村長久，藥學家清水藤太郎、針灸師柳谷素靈、以及醫學史家石原保秀，隔年1937年改為拓殖大學漢方醫學講座[5]。
- 1938年偕行學苑為了與國際接軌，促進與東亞各國之間傳統醫學的交流，改組為東亞醫學協會，並發行期刊《東亞醫學》，為中日傳統醫學交流的先驅[4]。
- 1941年以拓殖大學漢方醫學講座核心講師群統整講座的授課資料、各自醫療經驗，出版《漢方診療の実際》，打破了以往的流派隔閡（古方派大塚敬節、折衷派木村長久、後世派矢數道明等人）、是最初的流派交流著作[5]。
- 1943年同愛紀念醫院設置東亞治療研究所，由板倉武擔任所長、大塚敬節等人擔任職員、研究漢方、針灸、徒手治療、藥理的治療方式，研究所因為1945年3月空襲而停止業務[4]。
- 1947年千葉醫科大學（千葉大學醫學部前身）設立東洋醫學自由講座，由眼科學教授伊東弥恵治擔任負責管理，支持著其下的東洋醫學研究室及東洋醫學研究會[5][4]。
- 1949年，在千葉醫大東洋醫學自由講座講師等人奔走之下創立日本東洋醫學會準備委員會，大塚敬節等人擔任委員，並在1950年創立日本東洋醫學會，發行《日本東洋醫學雜誌》。
- 1954年8月，在矢數道明提案之下，東亞醫學協會復活，並就任理事長，發行月刊《漢方の臨床》，兩周刊支持著日本漢方醫學爾後的發展。[4]
- 1957年10月，在津村順天堂社長津村重舍的協助之下，大塚敬節創立醫療法人金匱會．社團．中將湯大樓診療所，是日本最初的漢方醫療法人診療所。因為從業醫師包含各學派，因此其後也成為東京地區醫師的集會場所，並且東洋醫學會也將事務所設置在診療所內。1959年4月，在中將湯診療所內，設置漢方友の会，發行月刊《活》，延續戰前拓殖大學漢方醫學講座，在各地舉辦漢方醫學講座。
- 1972年，在津村重舍的協助下，以大塚敬節為首，獲得厚生省許可，成立財團法人日本漢方醫學研究所，第一屆理事長為木村忠次，大塚敬節則擔任常務理事。
- 1974年，日本醫師會長武見太郎協助下，以大塚敬節為首，北里研究所附屬東洋醫學研究所完工，並開始營運。業務多由大塚門下弟子及其親友擔任，第一任所長大塚敬節、第二任所長矢數道明、第三任所長大塚恭男[4]。

## 醫學研究
| 鉤藤 | 4.0 |
| 當歸 | 3.0 |
| 川芎 | 3.0 |
| 芍藥 | 3.0 |
| 地黃 | 3.0 |
| 黃耆 | 3.0 |
| 黃柏 | 2.0 |

- 大塚敬節在漢方的臨床、理論、醫學史等方面著書甚多，但值得一提的是，大塚敬節也研究民間藥方。因為戰後中國藥材輸入不易，必須尋找替代材料，因此致力於研究民間藥、日本國產藥以及家傳藥，並將研究成果出版為《民間薬療法と薬草の智識》（1957年）、《漢方と民間薬百科》（1966年）等書[2]。

- 大塚敬節在1952年時，曾經左眼眼底出血、右眼動脈硬化，甚至視野出現黑影，嘗試各種藥方之後，研發出七物降下湯。七物降下湯是以四物湯（當歸、川芎、芍藥、地黃）為基礎，再加上鉤藤、黃耆、黃柏而成。主要是取四物湯止血，鉤藤防止腦血管痙攣，黃耆使微血管擴張、降低血壓，黃柏則是防止四物湯中的地黃傷胃。大塚敬節以此藥方配合食療養生，恢復健康，其後馬場辰二將藥方命名為七物降下湯。大塚敬節主要將七物降下湯用於容易疲倦、舒張壓高、蛋白尿且疑似腎硬化症的病人，並且認為適合用於腎血管性高血壓病人，但是需要注意腸胃不佳的病人不適合服用。在大塚敬節以外，第一個服用七物降下湯的患者主訴為頭部沉重、血壓168/100mmHg以及蛋白尿。服用30天後，血壓降至150/90mmHg；兩個月後降至140/80mmHg，其後血壓轉趨穩定。七物降下湯組成為：鉤藤4.0、當歸3.0、川芎3. 0、芍藥3.0、地黃3.0、黃耆3.0、黃柏2.0，若加上杜仲3.0即為八物降下湯[6]。

- 1970年，厚生省藥務局製藥課課長岡浩策發起私人會議「漢方商議會（漢方打合せ会）」，自日本醫籍記載的藥方中，選出一般性適用的346種，委員包含大塚敬節、淺野正義、菊谷豐彥、西本和光。1971年，中央藥事審議會一般用醫藥品特別部會成立漢方生藥製劑調查會，在產官學商討下，自上述346種藥方中，再選出210種，詳細記載組成、用法、用量、藥效、適應證後，於1975年發表《一般用漢方処方の手引き》[7][8]。

## 腳註
1. ↑  漢方研究，1978
2. 1 2 3 4 5  町泉壽郎ら，2003
3. ↑  小曽戸洋，2010
4. 1 2 3 4 5 6  原桃介，2010
5. 1 2 3  山田光胤，1996
6. ↑  藤井美樹，1996
7. ↑  合田幸広、袴塚高志，2010
8. ↑  新井一郎，2015